# Certolizumab pegol
Certolizumab pegol (CDP870, tên thương mại là Cimzia) là một loại thuốc sinh học để điều trị bệnh Crohn, viêm khớp dạng thấp, viêm khớp vẩy nến và viêm cột sống dính khớp. Nó là một mảnh của một kháng thể đơn dòng đặc hiệu cho yếu tố hoại tử khối u alpha (TNF-α) và được sản xuất bởi UCB.

## Sử dụng trong y tế
Bệnh Crohn
Vào ngày 22 tháng 4 năm 2008, FDA Hoa Kỳ đã phê duyệt Cimzia cho việc điều trị bệnh Crohn ở những người không đáp ứng đủ hoặc đầy đủ với liệu pháp tiêu chuẩn.
Viêm khớp dạng thấp
Vào ngày 26 tháng 6 năm 2009, Ủy ban về Sản phẩm Thuốc cho Người sử dụng (CHMP) của Cơ quan Dược phẩm Châu Âu (EMA) đã đưa ra một ý kiến tích cực khuyến nghị Ủy ban Châu Âu cấp giấy phép tiếp thị cho Cimzia để điều trị viêm khớp dạng thấp - CHMP từ chối phê duyệt để điều trị bệnh Crohn. Ủy quyền tiếp thị đã được cấp cho UCB Pharma SA vào ngày 1 tháng 10 năm 2009.
Viêm khớp vảy nến
Vào ngày 27 tháng 9 năm 2013, FDA Hoa Kỳ đã phê duyệt Cimzia trong điều trị bệnh nhân trưởng thành bị viêm khớp vảy nến hoạt động.

## Phương thức hành động
Certolizumab pegol là một kháng thể đơn dòng chống lại yếu tố hoại tử khối u alpha. Chính xác hơn, đó là một mảnh PEGylated Fab ' của một kháng thể đơn dòng ức chế TNF được nhân hóa.

## Các thử nghiệm lâm sàng
Bệnh Crohn
Kết quả dương tính đã được chứng minh trong hai thử nghiệm pha III (PRECiSE 1 và 2) của certolizumab pegol so với giả dược trong bệnh Crohn hoạt động từ trung bình đến nặng.
Viêm cột sống dính trục
Năm 2013, một nghiên cứu đối chứng ngẫu nhiên mù đôi giai đoạn 3 cho thấy kết quả dương tính đáng kể trong bảng câu hỏi tự báo cáo của bệnh nhân, với sự cải thiện nhanh chóng về chức năng và giảm đau, ở bệnh nhân bị viêm cột sống dính trục.
Viêm khớp dạng thấp
Certolizumab xuất hiện có lợi ở những người bị viêm khớp dạng thấp.

## Tác dụng phụ
Tác dụng phụ đáng kể xảy ra ở 2% những người dùng thuốc.